# Cecilia Orsini

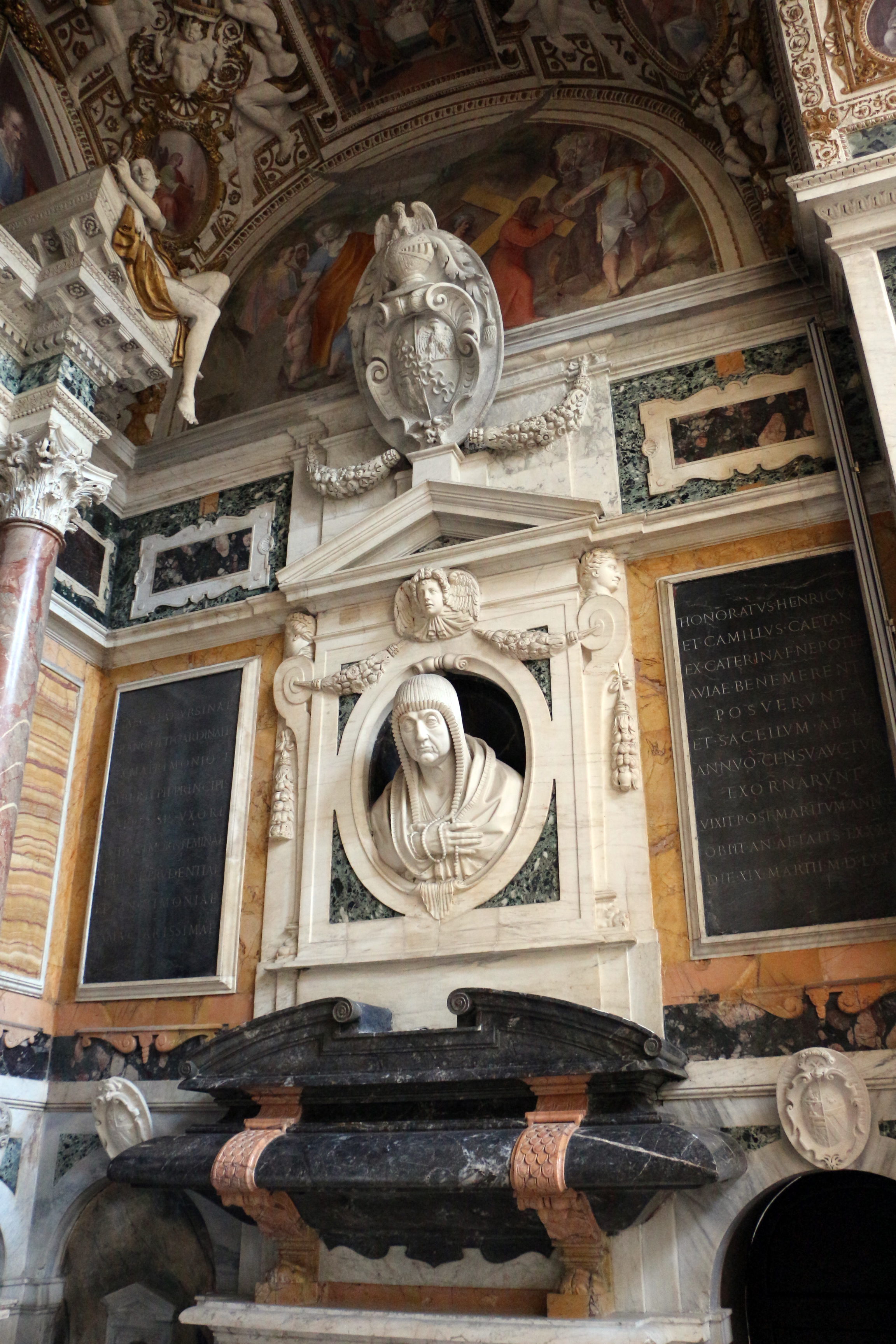
Monumento funebre di Cecilia Orsini, Chiesa della Trinità dei Monti, Roma.

Stemma di famiglia

Cecilia Orsini (1493 – 17 marzo 1579) è stata una nobildonna italiana e signora consorte di Carpi.

## Biografia
Era figlia di Franciotto Orsini e di Violante Orsini di Mugnano.
Il 13 febbraio 1518 sposò in seconde nozze Alberto III Pio di Savoia, co-signore di Carpi, dopo che venne meno la possibilità per lui di sposare nel 1494 Margherita Gonzaga (1487-1537), figlia naturale del marchese di Mantova Francesco II Gonzaga per l'opposizione di quest'ultimo.
Cecilia portò in dote i castelli di Vaccone, Poggio e Sommavilla in Sabina.

## Discendenza
Alberto e Cecilia ebbero tre figli:
- Caterina (1518 ca. - 14 marzo 1557), sposò nel febbraio 1535[4] Bonifacio I Caetani, duca di Sermoneta;
- Margherita (1525 ca. - ?), sposò nel 1544 Gian Girolamo I Acquaviva d'Aragona (1521-1592), duca di Atri;